# Ahuachapán (departement)
Ahuachapán is een departement van El Salvador, gelegen in het zuidwesten van het land aan de Grote Oceaan. De hoofdstad is de gelijknamige stad.
Het departement Ahuachapán omvat 1240 km² en heeft 359.418 inwoners (2016). Ahuachapán werd op 9 februari 1869 gesticht.

## Gemeenten
Het departement bestaat uit twaalf gemeenten:
1. Ahuachapán
2. Apaneca
3. Atiquizaya
4. Concepción de Ataco
5. El Refugio
6. Guaymango
7. Jujutla
8. San Francisco Menéndez
9. San Lorenzo
10. San Pedro Puxtla
11. Tacuba
12. Turín

Ahuachapán · Cabañas · Chalatenango · Cuscatlán · La Libertad · La Paz · La Unión · Morazán · San Miguel · San Salvador · San Vicente · Santa Ana · Sonsonate · Usulután